# Бурдуково (Некоузский район)
Бурдуко́во — деревня в составе Волжского сельского поселения Некоузского района Ярославской области.
Располагается в трёх километрах к югу от железнодорожной станции Шестихино.

## История
Ранее деревня Новоникольской волости Мышкинского уезда. Сейчас деревня практически не существует.
На месте деревни остался пруд и несколько разрушенных домов.

## Люди, связанные с деревней
Место жительства крестьянина Кирилла Федоровича Бутусова, который на свои средства пристроил к церкви в деревне Козлово придел.
Многочисленные архивные документы подтверждают, что крестьянский род Бутусовых происходит из деревни Бурдуково Новоникольской волости Мышкинского уезда. Павел Бутусов-старший, отец будущих футболистов  .